# Eublemma argentifera
Eublemma argentifera is een vlinder van de familie van de spinneruilen (Erebidae). De wetenschappelijke naam van deze soort is voor het eerst voorgesteld als Homodina argentifera door George Francis Hampson in een publicatie uit 1926.
De soort komt voor in Sierra Leone, Nigeria, Kameroen, Gabon en Oeganda.